# Alexis Chantraine
Alexis Chantraine (16 de març de 1901 - 24 d'abril de 1987) fou un futbolista belga.

## Selecció de Bèlgica
Va formar part de l'equip belga a la Copa del Món de 1930, malgrat no disputà cap partit.